# راکی بوی وست (مونتانا)
راکی بوی وست (به انگلیسی: Rocky Boy West) یک منطقهٔ مسکونی در ایالات متحده آمریکا است که در مونتانا واقع شده‌است. راکی بوی وست ۱۴٫۱ کیلومتر مربع مساحت و ۸۹۰ نفر جمعیت دارد و ۸۳۹٫۱۲ متر بالاتر از سطح دریا واقع شده‌است.